# 1981年の自転車競技
1981年の自転車競技（1981ねんのじてんしゃきょうぎ）では1981年の自転車競技についてまとめる。

## 主なできごと
- 中野浩一、チェコスロバキア・ブルノで行われた世界選手権・プロスクラッチにおいて、決勝でゴードン・シングルトンを2-0で下し、同大会同種目5連覇を達成。また、高橋健二が同大会同種目で3位に入った。
- 世界選手権・プロケイリンにおいて、久保千代志が3位に入る。
- 中野浩一、競輪選手としては1972年の松本勝明以来史上2人目となる、日本プロスポーツ大賞を獲得。
- 中野浩一、千葉競輪場で行われた日本選手権競輪で優勝し、1952年の高倉登以来史上2人目となる、特別競輪3連覇を達成。
- ジョヴァンニ・バッタリン、1973年のエディ・メルクス以来史上2例目となる、ブエルタ・ア・エスパーニャ、ジロ・デ・イタリアの同一年度制覇を達成。
- 松本勝明、9月の岐阜競輪場でのレースを最後に引退（選手登録削除日は10月1日）。これを受け、日本自転車振興会は通算勝利歴代第1位となる1341勝を挙げた松本の功績を讃え、史上初の例となる、日本競輪学校名誉教官の称号を授与。
- クラシカ・サンセバスティアン開始。初代優勝者はマリノ・レハレタ。

## 主な成績

### ロードレース
- ブエルタ・ア・エスパーニャ：4月21日〜5月10日
  - 総合優勝：ジョヴァンニ・バッタリン（ イタリア、イノックスプラン） 98時間4分49秒
  - ポイント賞：フランシスコ・ハビエル・セデナ（ スペイン）
  - 山岳賞：ホセ・ルイス・レギア（ スペイン）
- ジロ・デ・イタリア：5月13日〜6月7日
  - 総合優勝：ジョヴァンニ・バッタリン（ イタリア、イノックスプラン） 104時間51分36秒
  - ポイント賞：ジュゼッペ・サロンニ（ イタリア）
  - 山岳賞：クラウディオ・ボルトロット（ イタリア）
- ツール・ド・フランス：6月25日〜7月19日
  - 総合優勝：ベルナール・イノー（ フランス、ルノー・ジタヌ） 96時間19分38秒
  - ポイント賞：フレディ・マルテンス（ ベルギー）
  - 山岳賞：ルシアン・ファン・インプ（ ベルギー）
- 世界選手権・プロロードレース：8月30日、（チェコスロバキア・プラハ）
  - 優勝：フレディ・マルテンス（ ベルギー） 7時間21分59秒
- ミラノ〜サンレモ：3月21日
  - 優勝：フォンス・デ・ウォルフ（ ベルギー）
- ロンド・ファン・フラーンデレン：4月5日
  - 優勝：ヘニー・クイパー（ オランダ）
- パリ〜ルーベ：4月12日
  - 優勝：ベルナール・イノー（ フランス）
- リエージュ〜バストーニュ〜リエージュ：4月19日
  - 優勝：ヨーゼフ・フフス（ スイス）
- ジロ・ディ・ロンバルディア：10月17日
  - 優勝：ヘニー・クイパー（ オランダ）
- スーパープレスティージュ
  - 優勝：ベルナール・イノー（ フランス）

### トラックレース

#### 競輪
- 日本選手権競輪：決勝日・3月24日 千葉競輪場
  - 優勝：中野浩一（福岡）
- 高松宮杯競輪：決勝日・6月9日 びわこ競輪場
  - 優勝：久保千代志（愛知）
- オールスター競輪：決勝日・10月6日 立川競輪場
  - 優勝：井上茂徳（佐賀）
- 競輪祭：競輪王戦決勝日・11月24日、新人王戦決勝日・11月22日 小倉競輪場
  - 全日本競輪王戦優勝：中野浩一（福岡）
  - 全日本新人王戦優勝：北村徹（熊本）
- 賞金王：中野浩一（福岡） - 107,685,711円

### シクロクロス
- 世界選手権自転車競技大会： スペイン・トローサ
  - プロ優勝：ヘニー・スタムスナイダー（ オランダ）

## 誕生
- 3月18日 : ファビアン・カンチェラーラ ( スイス)
- 4月18日 : マクシム・イグリンスキー ( ソビエト連邦→ カザフスタン)
- 5月4日 : アレクサンドル・コロブネフ  ( ソビエト連邦→ ロシア)
- 7月30日 : ビセンテ・レイネス ( スペイン)
- 9月10日 : フィリッポ・ポッツァート ( イタリア)
- 9月19日 : ダミアーノ・クネゴ ( イタリア)